# 若山あやの
若山 あやの（わかやま あやの、1997年11月7日 - ）は、日本のタレントであり、X21の元メンバー。オーストラリア・クイーンズランド州出身。

## 略歴
父親はかつて日本で社会人野球の実業団に所属していたことがある。長身（187センチ）である。
2012年、母親の友人の薦めで出場したオスカープロモーションによる『第13回全日本国民的美少女コンテスト』にてモデル部門賞を受賞。2013年には、同コンテストに入賞した21人で結成された次世代ユニットX21の一員となる。
2014年、ファッション誌『CanCam』の専属モデルに就任し、ファッションモデルとしての活動も開始した。
2016年3月をもってX21を卒業。

## 人物
- 愛称はあやっしょん[3]。
- 3人兄妹の長女で、弟と妹がいる[1]。
- 特技はバレエ、及びその他のダンス、英語。英検準1級に合格している。
- 漫画｢ワンピース｣のファン[1]。

## 出演

### テレビ番組
- めざましテレビ イマドキ（2014年4月 - 2015年3月、フジテレビ）

### 配信番組
- 英検 Presents 実践！グローバル・コミュニケーション Let's Read the Nikkei in English（2015年8月13日・20日・10月15日、ラジオNIKKEI第1放送）[4]

### 雑誌
- CanCam（2014年5月号 - 2016年3月号、小学館） - 専属モデル[2]